# Hans Zimbal
Hans Zimbal (ur. 1889 r. w Pszczyna, zm. 1961 r.) – niemiecki malarz i grafik.

## Życiorys
Urodził się w 1889 r. w Pszczynie. W latach 1907-1911 studiował we wrocławskiej Państwowej Akademii Sztuki i Przemysłu Artystycznego. Od 1912 do 1913 r. uzupełniał naukę w zakresie grafiki w Akademii Sztuk Pięknych w Dreźnie u Richarda Müllera. W latach 1916–1929 był nauczycielem we wrocławskiej Akademii Sztuki i Przemysłu Artystycznego, a od 1930 do 1933 r. uczył Miejskiej Szkole Rzemiosł i Przemysłu Artystycznego we Wrocławiu. Od 1934 był kierownikiem Pracowni Mistrzowskiej w Berlinie, a następnie profesorem i dyrektorem Wyższej Szkoły Sztuki w Berlinie. 